# Дутинхем
Дутинхем — (нидерл. Doetinchem) — город и община в провинции Гелдерланд Нидерландов.

## География
Город расположен на востоке Нидерландов на юге провинции Гелдерланд, в 25 км к востоку от административного центра города Арнем. Является крупнейшим городом исторического региона Ахтерхок. Общая площадь составляет 79,67 км² (из них суша — 79,14 км², водная поверхность — 0,53 км²).

## Спорт
В городе базируется профессиональный футбольный клуб «Де Графсхап», играющий в высшем дивизионе чемпионата Нидерландов.

## Достопримечательности
В лесу, неподалёку от Дутинхема, располагается замок и монастырь Слангенбург.